# Плинкинг

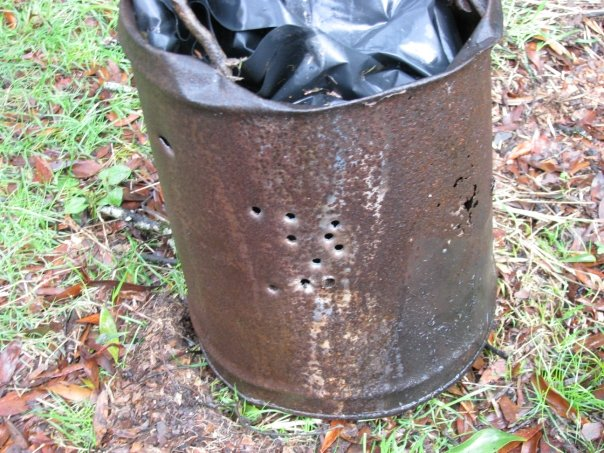
Жестяная банка — типичная мишень плинкера.

Плинкинг, плинк (англ. Plinking, plink) — развлекательная стрельба по импровизированным и нестандартным мишеням (жестяные банки и пр). Широко распространена в странах с либеральным оружейным законодательством. Слово происходит от звукоподражания plink, относящегося к характерному звуку пули, ударяющей жестяную банку. Оно имеет североамериканское происхождение, но в настоящее время благодаря Интернету получило распространение и в русском языке (одновременно с близким по смыслу словом «бабахинг»). Впрочем, «развлекательная стрельба» является практически полностью аналогичным по смыслу термином.
Для плинкинга может использоваться практически любое стрелковое оружие, на вкус стрелка — от пневматики, луков и арбалетов — до крупнокалиберных пулемётов, винтовок 50-го калибра и даже лёгких пушек. В целом, отдаётся предпочтение более скорострельному оружию, — часто самозарядному или даже автоматическому. В США наиболее распространена развлекательная стрельба из оружия под малокалиберные патроны кольцевого воспламенения типа .22 LR благодаря их дешевизне, широкой доступности, низкому уровню мощности, отдачи и шума. Очень широко используется и пневматическое оружие, как более доступное в большинстве стран, — в том числе и в России, весьма дешёвое в эксплуатации и сравнительно безопасное; за пределами США сам термин «плинкинг» в первую очередь используется именно по отношению к развлекательной стрельбе из пневматического оружия, а, например, в Германии такая стрельба вообще разрешена только из пневматики с дульной энергией менее 7,5 Дж (клеймо F в пятиугольнике).
Как правило, для стрельбы используются закрытые участки; практически идеально подходят для развлекательной стрельбы заброшенные карьеры, земляные стены которых хорошо улавливают пули. Часто такие места особо оборудуются любителями. Как и практически любой развлекательный спорт, плинкинг не имеет единых чётко установленных форм и правил, — например, стрельба может производиться как в форме соревнования между стрелками, так и просто для интереса.
В России стрельба, в том числе и из огнестрельного оружия, разрешена только в специально отведённых местах (стрельбища, тиры). Стрельба в населённом пункте и в пределах 200 м от его территории вне специально отведённых для неё мест является административным правонарушением, наказуемым штрафом, с изъятием оружия и поражением в правах на него до 3 лет.
В последнее время в России возникли полномочия местных администраций двигать этот предел в сторону увеличения. Как в общем так и по типу используемого оружия. Штрафы в 2013г увеличены с 3тыс. до 60тыс.рубл.
Существуют также ведомственные ограничения на стрельбу вблизи дорог общего пользования, опасных производств: АЗС, химкомбинатов, наземных газопроводов, или вблизи подземных с риском повреждения наземного оборудования, НПЗ, и тому подобных. На линиях ЛЭП нельзя стрелять пулями и крупной картечью. Кроме того, согласно «Правилам Охоты в РФ», к охоте приравнивается нахождение в местах обитания охотничьих животных физических лиц с: а) расчехленным огнестрельным и пневматическим оружием; б) зачехленным и заряженным огнестрельным оружием; … д) иными готовыми к немедленному использованию орудиями охоты, непосредственно применяемыми для отстрела или отлова животных, кроме холодного охотничьего клинкового оружия; … То есть следует выбирать площадки не относящиеся к охотугодьям. Также при занятиях плинкингом следует обращать внимание, чтобы карьер не находился на территории охотничьего воспроизводственного участка (нарушение правил охоты). Поэтому лучше заранее навести справки о том где стрельба разрешена или запрещена у местной администрации, и в территориальных охотхозяйствах. Воспроизводственные участки в РФ обычно переносятся раз в год.
Считается, что плинкинг в целом способствует развитию и повышению стрелковых навыков, особенно применительно к оружию самообороны, применение которого осуществляется на короткой дистанции и требует быстроты действий. Проблемой является загрязнение мест стрельбы мусором, в частности — осколками битого стекла, гильзами и ядовитым свинцом. Поэтому лучше использовать наполовину заполненные водой или песком пластиковые бутылки. Кроме того, в целях безопасности следует ограждать периметр или подъезды к месту занятий плинкингом флажками и предупреждающими знаками.